# Summer City
Summer City – australijski film z 1977 roku w reżyserii Christophera Frasera. W filmie tym zadebiutował Mel Gibson.

## Obsada
- John Jarratt - Sandy
- Phillip Avalon - Robbie
- Steve Bisley - Boo
- Mel Gibson - Scollop
- James Elliott	- Ojciec Caroline
- Debbie Forman - Caroline
- Abigail - Kobieta w pubie
- Ward 'Pally' Austin - on sam
- Judith Woodroffe - Kelnerka
- Carl Rorke - Giuseppe
- Ross Bailey - Nail